# Перфтордекалин
Перфтордекалин (октадекафтордекалин) — циклический перфторированный алкан, производное декалина, в котором все атомы водорода замещены на атомы фтора.

## Свойства
Перфтордекалин — бесцветная жидкость, нерастворимая в воде, спирте, неполярных и полярных растворителях. Хорошо растворяет газы. Химически инертен, устойчив до 400 °C.

## Цис-транс-изомерия

Цис-изомер перфтордекалина

Транс-изомер перфтордекалина

Перфтордекалин существует в цис- и транс- стереоизомерных формах, различающихся взаимным расположением циклов. Оба изомера биологически и химически инертны и имеют очень похожие свойства. Наиболее заметное различие заключается в температуре плавления: для цис-изомера она составляет −3,6 °C; для транс-изомера — +18 °C; для смеси 50/50 — −6,7 °C.

## Получение
В промышленности перфтордекалин получают фторированием тетралина или декалина фторидом кобальта (III) в процессе Фаулера.

## Применение
Благодаря высокой растворимости кислорода, перфтордекалин имеет широкое применение в медицине. Его применяют в качестве компонента кровезаменителей, например, в препарате Перфторан (разработанном в СССР)   и разрабатываемом в настоящее время препарате Перфторокс или в препарате Fluosol (разработанном и испытанном ещё раньше).